# Трефорест
Трефо̀рест (на английски: Treforest; на уелски: Trefforest) е село в Южен Уелс, графство Ронда Кънън Таф. Разположено е край река Таф на около 20 km северно от столицата Кардиф. От северозападната му част започва град Понтъприд. Има жп гара. Населението му е 5072 жители според данни от преброяването от 2001 г.

## Личности
Родени
- Том Джоунс (р. 1940), уелски поппевец